# Drvenik (Zlarin)
Drvenik, auch Otočić Drvenik, ist eine kleine unbewohnte Insel im Kanal von Šibenik in der Gespanschaft Šibenik-Knin. Sie liegt östlich der Südspitze der Insel Zlarin und ist nicht zu verwechseln mit den weiter südlich liegenden Inseln Drvenik Veli und Drvenik Mali.